# Colossobolus
Genre
Colossobolus est un genre de mille-pattes de la famille des Pachybolidae.

## Liste des espèces
Selon Catalogue of Life (26 novembre 2017) et World Register of Marine Species (26 novembre 2017) :
- Colossobolus aculeatus Wesener, 2009
- Colossobolus giganteus Wesener, 2009
- Colossobolus litoralis Wesener, 2009
- Colossobolus minor Wesener, 2009
- Colossobolus oblongopedus Wesener, 2009
- Colossobolus pseudoaculeatus Wesener, 2009
- Colossobolus semicyclus Wesener, 2009